# Roccaporena
Roccaporena ist eine Fraktion (italienisch frazione) der Gemeinde Cascia in der Provinz Perugia, Region Umbrien in Italien.

## Geografie
Der Ort liegt circa vier Kilometer westlich des Hauptortes Cascia und circa 65 Kilometer südöstlich der Provinz- und Regionalhauptstadt Perugia bei 707 m und hat circa 70 Einwohner. Roccaporena liegt kurz südwestlich des Berges Monte Rucino (1033 m). Südöstlich des Ortes fließt der Torrente Corno in Richtung Cascia.

## Geschichte
Die Mönche des Klosters Farfa teilten 1080 ihr Gebiet in elf Zellen bzw. klösterliche Gemeinschaften auf. Die vierte dieser Gemeinschaften wurde Roccaporena. Zu dieser Zeit entstand das Benediktinerkloster San Montano mit seiner Kirche. Die einzige Zufahrtsstraße (von und nach Cascia) entstand kurz nach dem Ende des Zweiten Weltkrieges.

## Sehenswürdigkeiten
- Chiesa di San Montano, Kirche aus dem 12. Jahrhundert im Erzbistum Spoleto-Norcia. In dieser Kirche heiratete Santa Rita ihren Ehemann Paolo, der zudem auch hier mit seinen beiden Kindern Giangiacomo Antonio und Paolo Maria seine letzte Ruhe fand. Die Grabstätten der Eltern der Heiligen befinden sich ebenfalls hier. In der Kirche befinden sich zwei Fresken aus dem 17. Jahrhundert, eine Madonna con Bambino (rechte Wand) und eine Incoronazione della Vergine (linke Wand).[3]
- Santuario di Santa Rita, 1948 geweihtes Heiligtum. Entstand durch den Architekten Oreste Della Piana aus Turin. Die Statue im Vorhof entstand 1968 durch Venanzo Crocetti aus Rom. Enthält als Reliquie den Mantel der Heiligen. Das Mosaik in der Apsis entstand 1967 durch Righini-Politi und zeigt Crocifisso, l’Addolorata, Sant’Agostino, San Nicola da Tolentino, Santa Rita, San Giovanni Battista e San Montano.[2]
- Geburtshaus der heiligen Rita (Casa natale), heute Museum.
- Wohnhaus der heiligen Rita (Casa maritale), enthält ein Gemälde von Luca Giordano aus dem 17. Jahrhundert.[3]
- Lazzaretto, enthält Fresken aus dem 16. Jahrhundert. Von den ursprünglich drei Gebäuden sind noch zwei erhalten.[2]
- Scolglio di Santa Rita (827 m), auch Scoglio di Roccaporena oder Sacro Scoglio genannt. Der Berg beherbergt eine Kapelle, die 1919 entstand und 1941 ergänzt wurde. Erlitt bei dem Erdbeben von 1979 erhebliche Schäden und wurde 1983 durch den Architekten Riccardo Leoni neu aufgebaut.[4]
- Orto del Miracolo, enthält eine Bronzestatue der Santa Rita von Rodolfo Maleci (1941 entstanden).[5]
- Grotta d’Oro, Felsengrotte mit Holzkreuz.

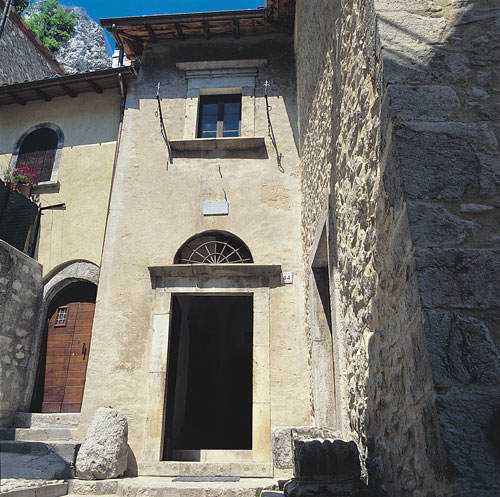
Das Geburtshaus der Santa Rita
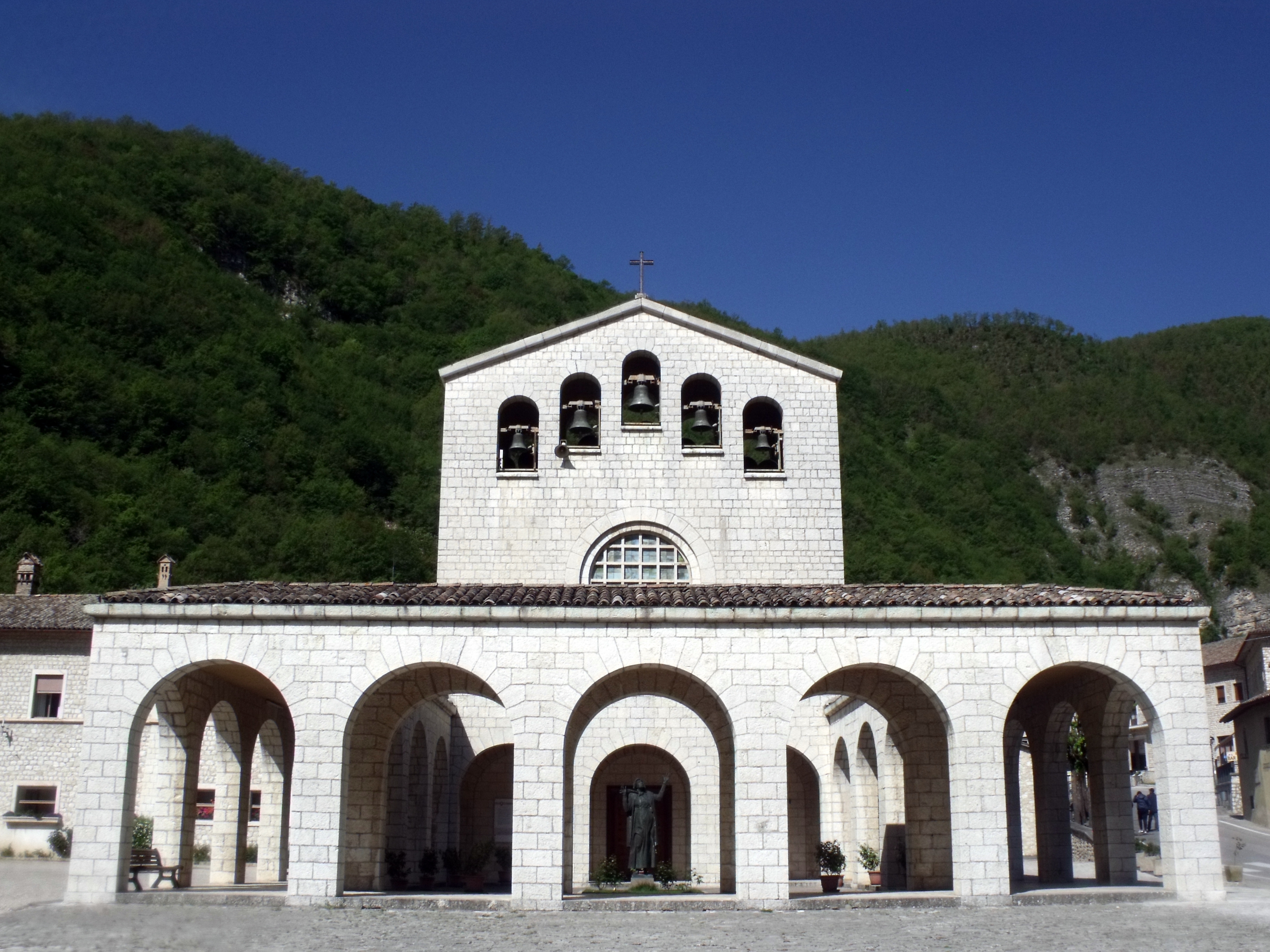
Das Santuario di Santa Rita
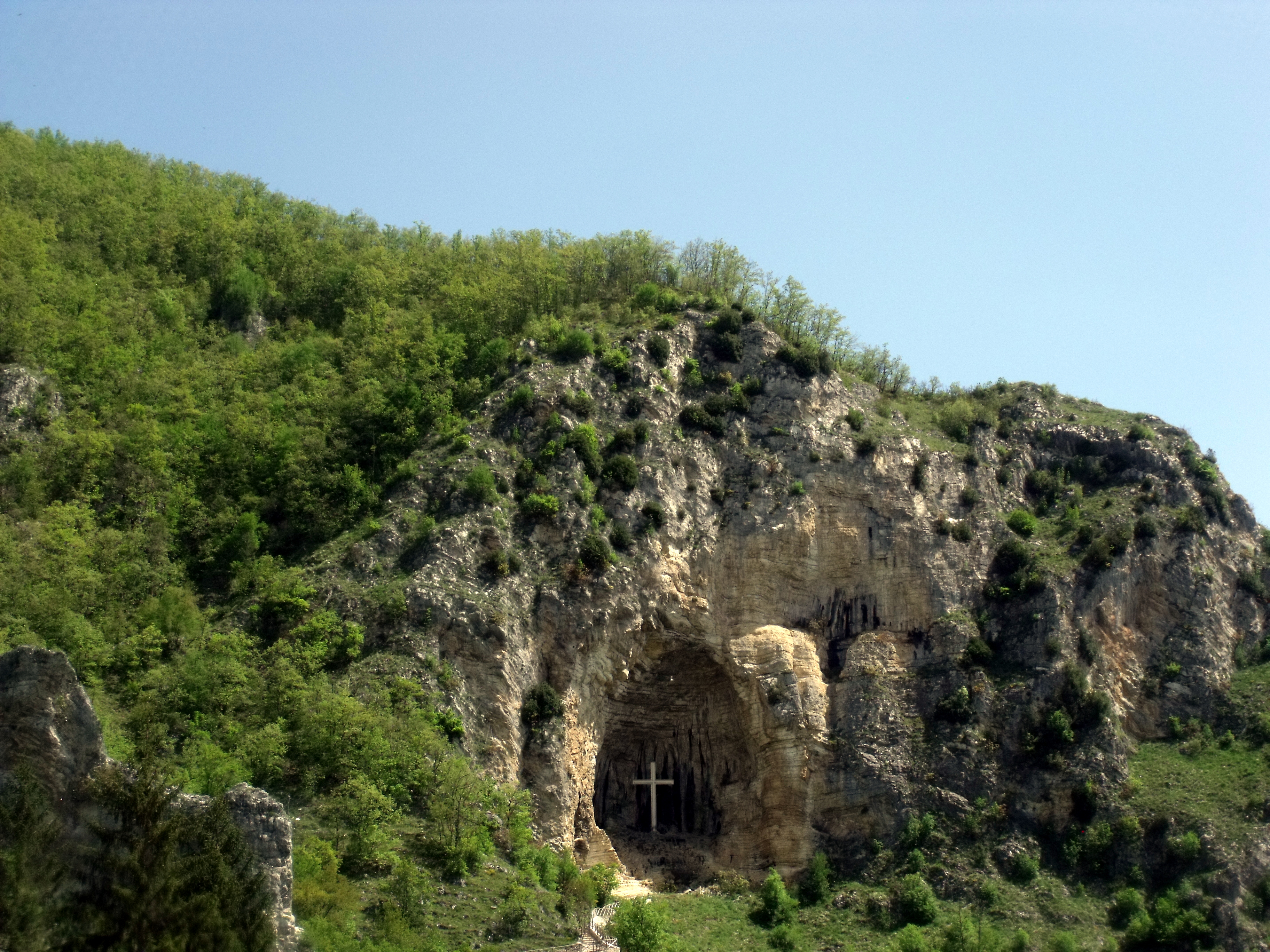
Die Grotta d’Oro
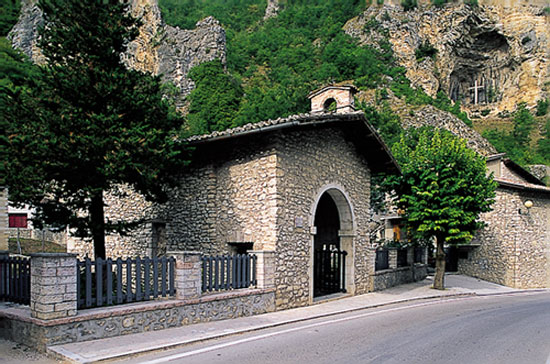
Das Casa maritale, im Hintergrund die Grotta d’Oro
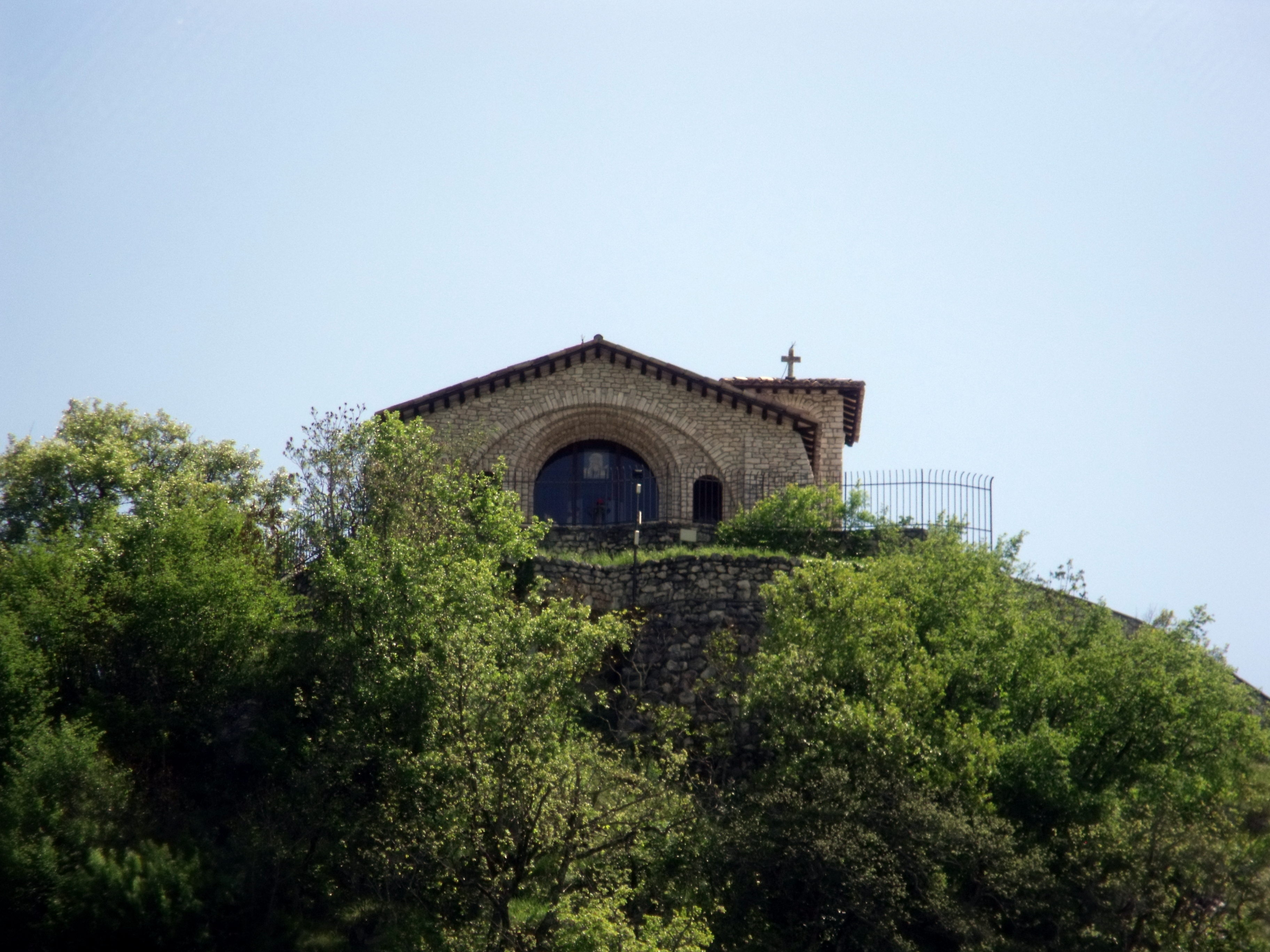
Die Cappella dello Scoglio
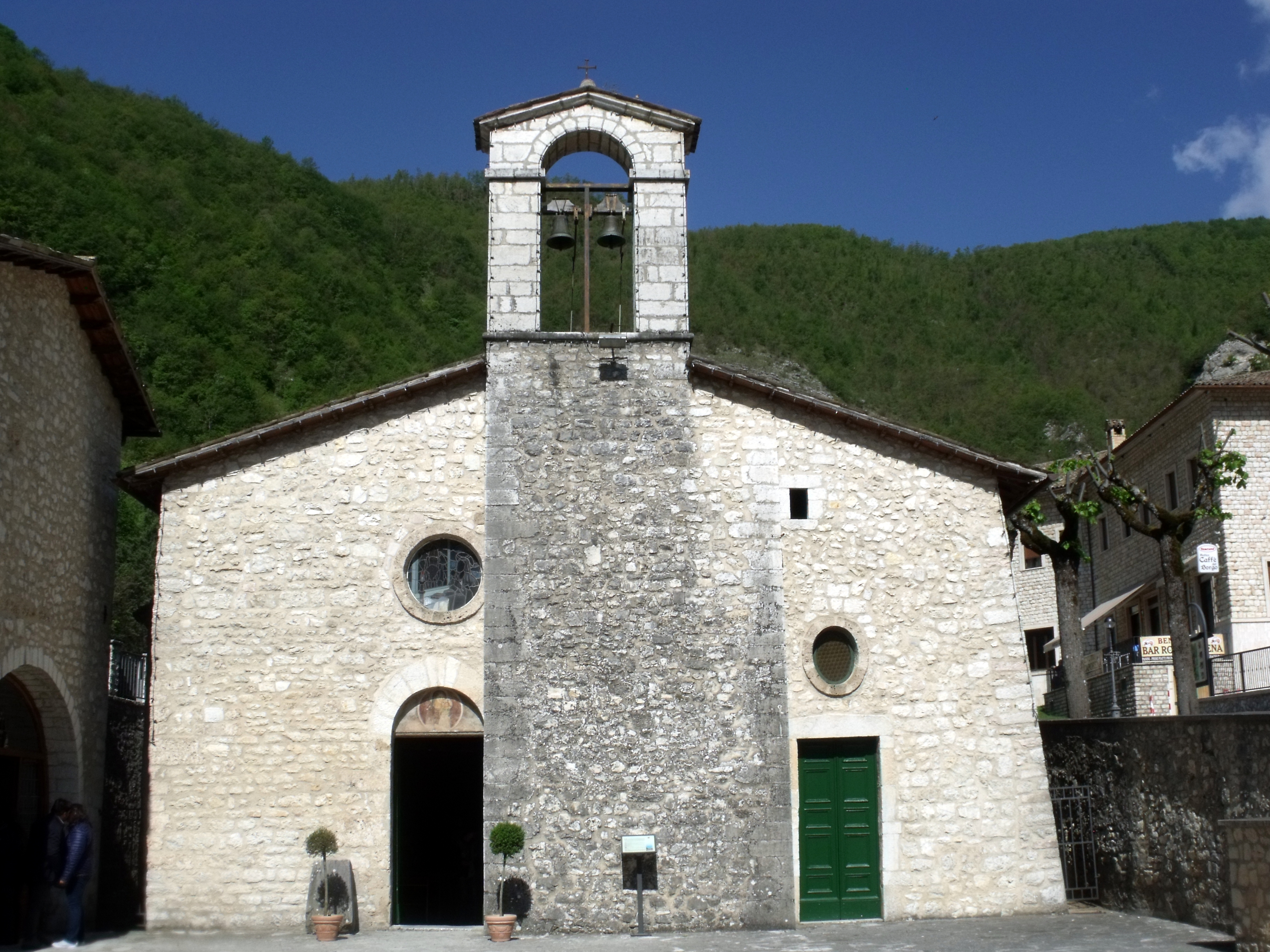
Die Kirche San Montano

## Söhne und Töchter von Roccaporena
- Rita von Cascia (1381–1447), Ordensschwester und Heilige.